# Catachlorops testaceus
Catachlorops testaceus är en tvåvingeart som först beskrevs av Macquart 1846.  Catachlorops testaceus ingår i släktet Catachlorops och familjen bromsar. Inga underarter finns listade i Catalogue of Life.